# Seinstedt
Seinstedt ist ein Ortsteil der Gemeinde Börßum in der Samtgemeinde Oderwald, die sich im niedersächsischen Landkreis Wolfenbüttel befindet.

## Geografie
Der Ort liegt oberhalb des Großen Bruchs auf etwa 100 m über NN an der Bundesstraße 82 unweit von Hornburg und in Luftlinie 15 km südöstlich von Wolfenbüttel. Durch das Große Bruch verläuft die Grenze zu Sachsen-Anhalt.

## Geschichte
Seinstedt wurde im Jahre 996 erstmals urkundlich erwähnt. Die Kreuzkapelle in Hildesheim, das spätere Michaeliskloster, erhielt in diesem Jahr vom Bischof Bernward von Hildesheim dessen Grundbesitz in Sianstidi geschenkt.
Im Jahre 1181 sammelten sich in der Umgebung von Hornburg Truppen Friedrich Barbarossas im Krieg gegen Heinrich den Löwen.
Im Jahre 1911 wurde ein nur teilweise erhaltenes West-Ost orientiertes Steingrab der Bernburger Kultur aus Rogenstein entdeckt. Es ist ein Beispiel für die eventuell unter dem Einfluss der Galeriegräber angelegten Steinkammern im Harzvorland.
Mit der niedersächsischen Gemeindegebietsreform wurde Seinstedt am 1. März 1974 ein Ortsteil der Gemeinde Achim. Mit deren Auflösung kam der Ort am 1. November 2011 zur Gemeinde Börßum.